# Joseph Bonaparte Gulf
Joseph Bonaparte Gulf är en vik i Australien. Den ligger i delstaten Western Australia, omkring 2 400 kilometer nordost om delstatshuvudstaden Perth.